# Euphyia trujillaria
Euphyia trujillaria är en fjärilsart som beskrevs av William Schaus. Euphyia trujillaria ingår i släktet Euphyia och familjen mätare. Inga underarter finns listade i Catalogue of Life.